# Conacul Ugron
Conacul Ugron este un monument istoric aflat pe teritoriul satului Mărtiniș; comuna Mărtiniș.